# Jezioro Żabie (Warszawa)
Jezioro Żabie, Moczydło – niewielki zbiornik wodny na południu Zakola Wawerskiego na skraju obszaru MSI Zerzeń w warszawskiej dzielnicy Wawer.

## Położenie
Jezioro położone jest na południu Zakola Wawerskiego na skraju obszaru MSI Zerzeń w warszawskiej dzielnicy Wawer.
Zbiornik zlokalizowany jest na tarasie zalewowym Wisły (I) tuż pod skarpą tarasu nadzalewowego Praskiego (IIa).
Tereny otwarte w rejonie Zakola aż do zabudowy osiedla Las na południu, na których znajduje się m.in. Jezioro Żabie są znane wśród okolicznych mieszkańców jako Łąki Zastowskie.

## Rozmiary
Długość i maksymalna szerokość zbiornika wynoszą odpowiednio 120 m i 40 m, powierzchnia 0,36 ha.

## Pochodzenie zbiornika
W Państwowym Rejestrze Nazw Geograficznych zbiornik zaklasyfikowany jest jako staw (czyli nie np. sztuczny zbiornik wodny czy starorzecze). Według niektórych źródeł jest to zbiornik sztuczny, według innych jezioro zachowało naturalny charakter.
Obniżenia pod skarpą tarasu nadzalewowego Praskiego gdzie położone jest jezioro są miejscem najliczniejszego występowania starorzeczy.
W każdym razie na mapach zbiornik wodny w tym miejscu jest zaznaczany nie później niż od 1891 roku.

## Dopływ i odpływy
Jezioro zasilane jest wodami Kanału (Rowu) Zerzeńskiego, przepływającego syfonem pod biegnącym tuż obok Kanałem Nowe Ujście. Rów Zerzeński potem wypływa ze zbiornika i wpada dalej do Kanału Wawerskiego.
Z jeziora uchodzi również rów nazywany czasem w literaturze „Rowem (Kanałem) Żabim”,  wpadający potem do Rowu Zerzeńskiego.

## Przyroda
Jezioro Żabie i „Rów Żabi" są ważnym miejscem rozrodu płazów. Na uwagę zasługuje przystępująca wyjątkowo licznie do godów w tych zbiornikach ropucha szara. Występuje tam wtedy w liczbie około 1000 osobników.
Według niektórych badaczy ze względu na wysoką wartość herpentologiczną jezioro powinno zostać objęte ochroną.

## Zagrożenia
Otoczenie zbiornika wkrótce ma zostać zabudowane. W dodatku na prywatnych działkach na których w całości zlokalizowane jest jezioro nie wyodrębniono wód powierzchniowych płynących, a sam zbiornik jest wyszczególniony jako nieużytek. Nie stanowi więc wód publicznych i w związku z tym nie istnieje wymóg zapewnienia dostępu do jego brzegów. Warto tutaj przypomnieć, że jezioro położone jest na przebiegu Rowu Zerzeńskiego, jak również wypływa z niego „Rów Żabi".

## Galeria

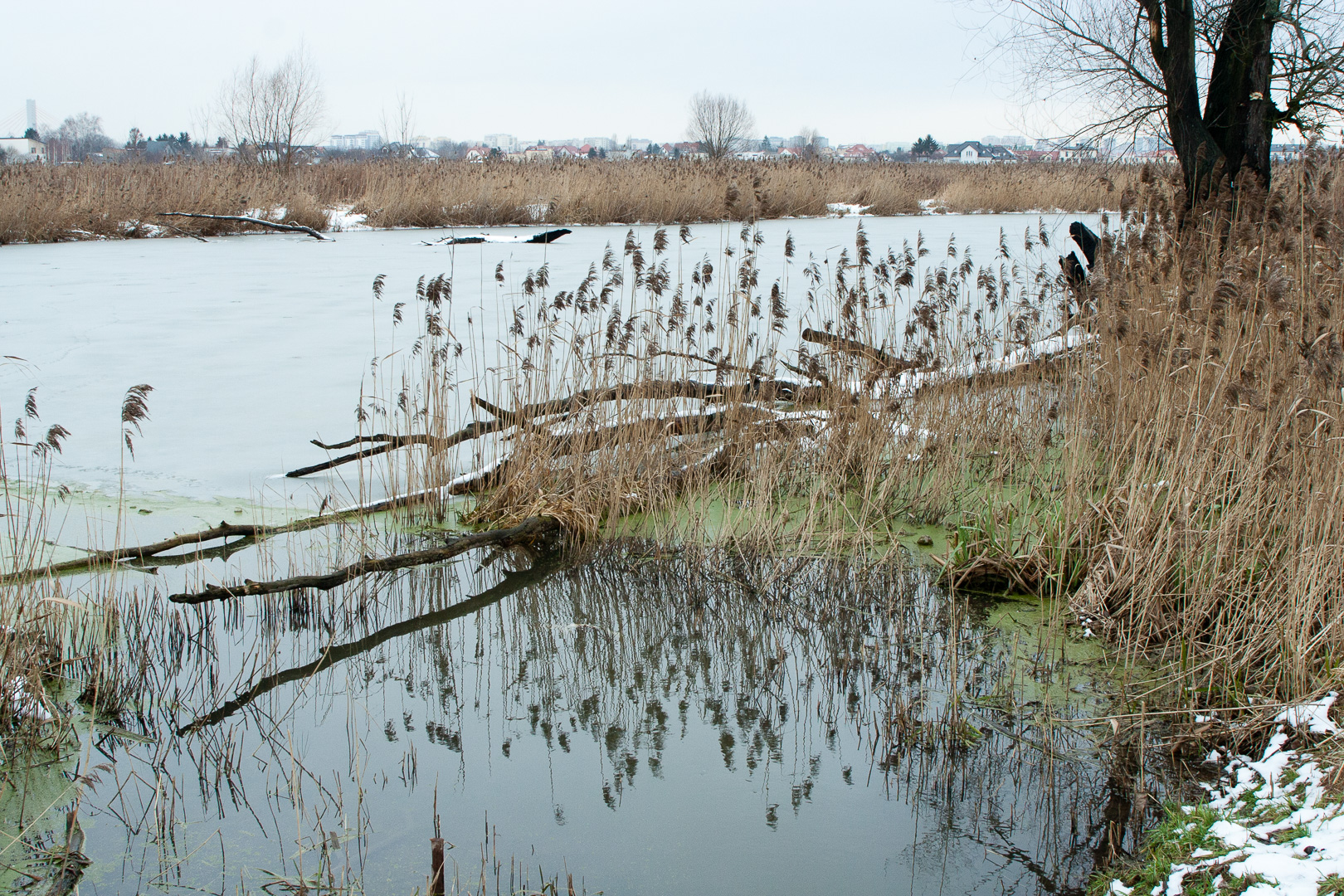
Jezioro Żabie zimą.
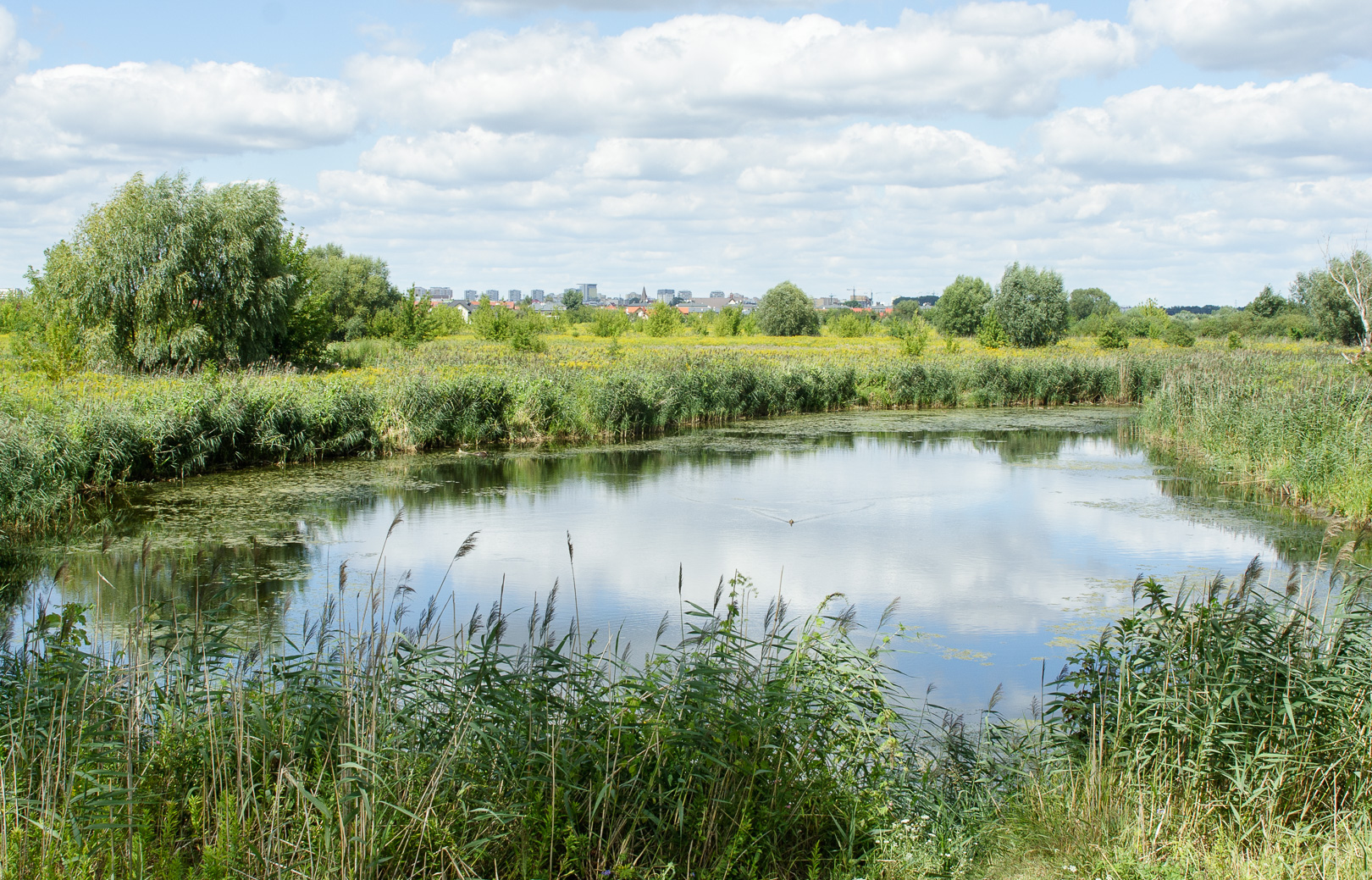
Z wału Kanału Nowe Ujście.
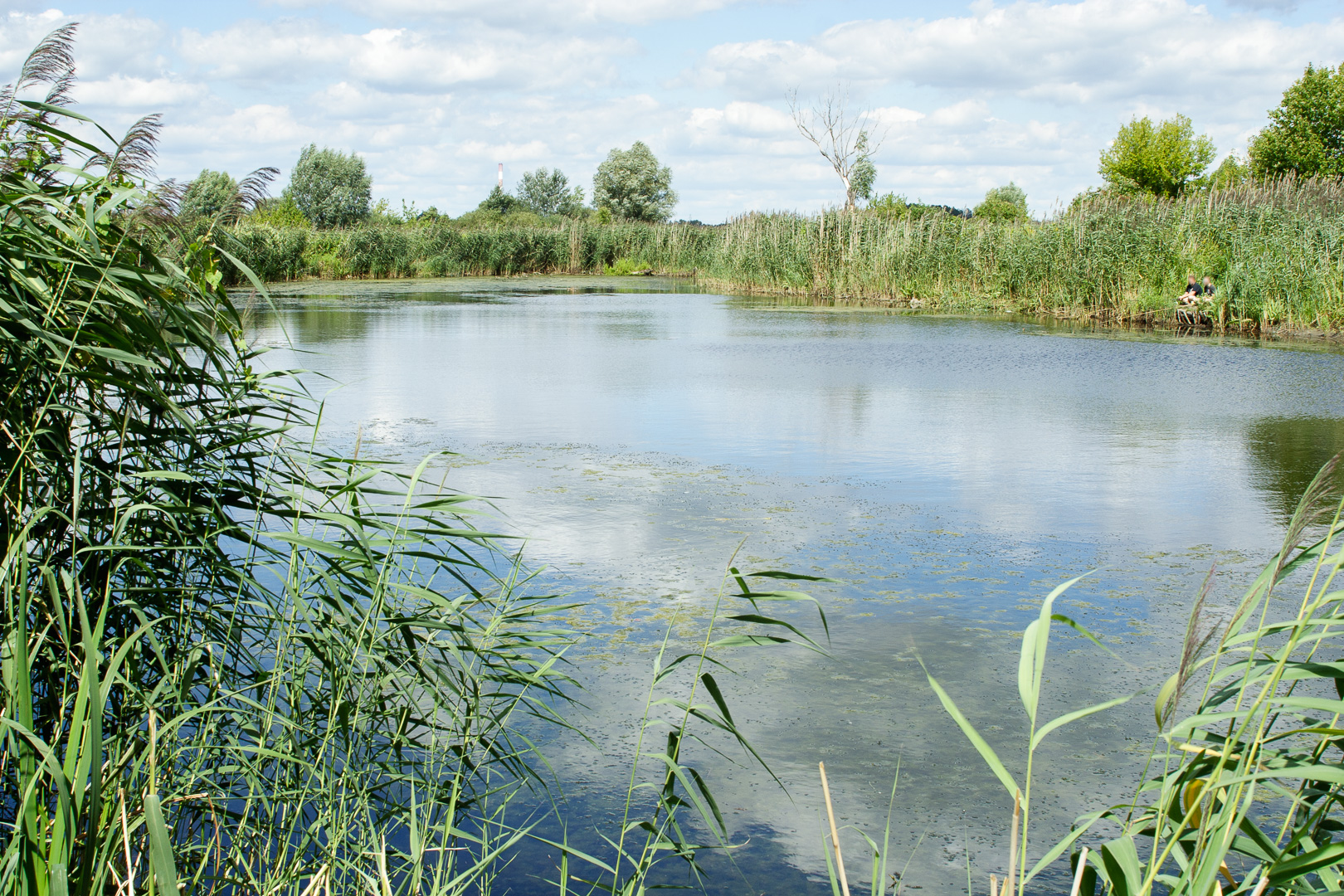
Z brzegu.
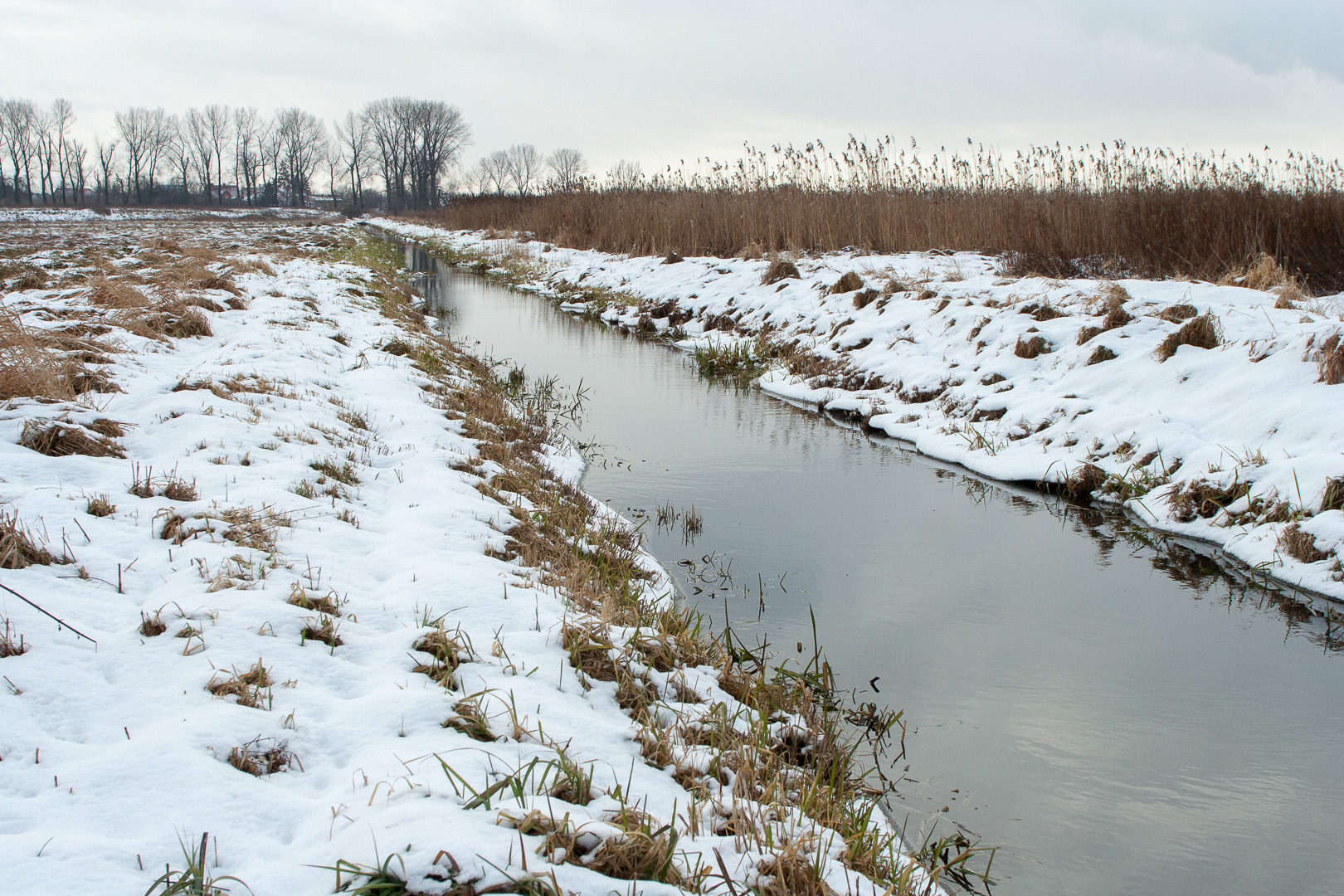
„Rów Żabi"[e][c], widok w stronę jeziora.